# AES Corporation
AES Corporation — компанія, що виробляє та розповсюджує електроенергію. Була заснована 28 січня 1981 року під назвою Applied Energy Services Роджером Сентом, представником американської Федеральної енергетичної адміністрації, та Деннісом Бекком з Управління менеджменту і бюджету. Центральний офіс AES розміщується в Арлінгтоні. Компанія є одним зі світових лідерів у галузі виробництва та продажу електроенергії, представлена у 27 країнах, має близько 27 000 співробітників.